# Planeta de período ultracorto
Un planeta de periodo ultracorto (en inglés: Ultra-short period planet, USP) es un tipo de exoplaneta con un periodo orbital inferior a un día. A esta corta distancia, las interacciones de marea conducen a una evolución orbital y de espín relativamente rápida. Por tanto, cuando hay un planeta USP alrededor de una estrella madura de la secuencia principal, lo más probable es que el planeta tenga una órbita circular y tenga acoplamiento de marea. No hay muchos planetas USP con tamaños superiores a 2 radios terrestres Aproximadamente una de cada 200 estrellas similares al Sol (enanas G) tiene un planeta de periodo ultracorto. La tasa de aparición depende en gran medida de la masa de la estrella anfitriona. La tasa de aparición cae del (1,1 ± 0,4)% para las enanas M al (0,15 ± 0,05)% para las enanas F. La mayoría de los planetas USP parecen coherentes con una composición similar a la de la Tierra de 70% de roca y 30% de hierro, pero K2-229b tiene una densidad más alta, lo que sugiere un núcleo de hierro más masivo. WASP-47e y 55 Cnc e tienen una densidad más baja y son compatibles con roca pura, o con un cuerpo de roca-hierro rodeado por una capa de agua (u otros volátiles).
Una diferencia entre los Jupíteres calientes y los planetas terrestres USP es la proximidad de los compañeros planetarios. Los Júpiter calientes rara vez se encuentran con otros planetas a un factor de 2-3 en período orbital o distancia. La relación de periodos entre planetas adyacentes tiende a ser mayor si uno de ellos es un planeta USP, lo que sugiere que el planeta USP ha sufrido un decaimiento orbital por mareas que aún puede estar en curso. Los planetas USP también tienden a tener mayores inclinaciones mutuas con planetas adyacentes que los pares de planetas en órbitas más amplias, lo que sugiere que los planetas USP han experimentado una excitación de la inclinación además de un decaimiento orbital.
Se conocen varios planetas gigantes con un periodo inferior a un día. Su frecuencia debe ser inferior en al menos un orden de magnitud a la de los planetas terrestres USP.
Se había propuesto que los planetas USP eran los núcleos rocosos de Júpiter calientes evaporados, sin embargo, la metalicidad de las estrellas anfitrionas de los planetas USP es inferior a la de las estrellas de Júpiter calientes, por lo que parece más probable que los planetas USP sean los núcleos de enanas gaseosas evaporadas.
Un estudio realizado por el sondeo TESS-Keck con 17 planetas USP descubrió que éstos tienen predominantemente una composición similar a la de la Tierra, con una masa del núcleo de hierro de alrededor del 32% y masas por debajo de la acrecimiento galopante. Los USP también se encuentran casi siempre en sistemas multiplanetarios alrededor de estrellas con metalicidad solar.

## Ejemplos

### TOI-561b
Los estudios de TOI-561b revelaron que se trata de un planeta USP con la densidad más baja (3,8 ± 0,5 g cm-3) en abril de 2022. La baja densidad de este planeta se explica por una gran capa de agua, sin envoltura de H/He, así como una atmósfera de vapor de agua predicha. La atmósfera de vapor podría detectarse con el telescopio espacial James Webb en el futuro. Podrían ser necesarios modelos más complejos para explicar completamente las inusuales propiedades de TOI-561b.